# مهندسی دریا

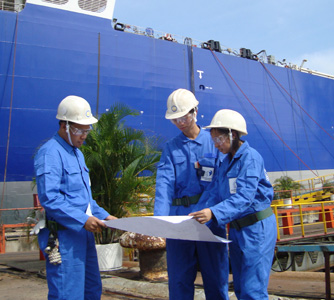
مهندسان در حال کار بر روی تانکری در فلوریدا

مهندسی دریا (به انگلیسی: Marine Engineering) مربوط به مهندسی قایق ها، کشتی ها، زیردریایی ها و هر کشتی دریایی دیگر است. 
مهندسی دریا رشته‌ای است که هدف از آن پرورش کارشناس برای طراحی، محاسبه، ساخت اجزائی است که اساس کار آن‌ها مبتنی بر حرکت و شناوری در آب می‌باشد که شامل کشتی‌سازی، فراساحل، بندرسازی، اسکله‌سازی و غیره می‌شود.
ارشمیدس به طور سنتی به عنوان اولین مهندس دریایی قلمداد‌‌‌‌می شود که در دوران باستان تعدادی سیستم مهندسی دریایی را توسعه داده است.  مهندسی مدرن دریایی به آغاز انقلاب صنعتی (اوایل دهه 1700) برمی گردد.

## هدف و ماهیت
رشته‌ای است که هدف از آن تربیت کارشناس برای طراحی، محاسبه، ساخت اجزائی است که اساس کار آنها مبتی بر حرکت در سیالات و دینامیک است.
مجموعه دروس این رشته همراه با بکارگیری علوم مهندسی مکانیک و تکنولوژی مربوط به آن در مورد طراحی، محاسبه، ساخت و اجرا و سیستمهای رانش کشتی، ماشین آلات فرعی کشتی و سازنده بدنه کشتی، کارآیی لازم را برای طراحی و راهبری و نگهداری سیستمهای فوق به دانشجویان ارائه می‌دهد و آنان را آماده طراحی و ساخت در صنایع دریایی، صنایع کشتی‌سازی، سازه‌های درون‌آبی و ساحلی، شناورها و سکوهای دریایی می‌کند.

## تاريخچه
در سال 1712، توماس نیوکومن‌‌‌، آهنگر‌‌‌، یک موتور با بخار ایجاد کرد تا آب را از معادن بیرون بکشد.  در سال 1807‌‌‌، رابرت فولتون با موفقیت از یک موتور بخار برای حرکت یک کشتی از طریق آب استفاده کرد.  کشتی فولتون از موتور برای تأمین نیروی چرخ کوچک پارویی چوبی به عنوان پیشرانه دریایی خود استفاده کرد.  ادغام یک موتور بخار در یک شناور برای ایجاد یک موتور بخار دریایی شروع حرفه مهندسی دریا بود.  تنها دوازده سال پس از اولین سفر Fulton’s Clermont‌‌‌، ساوانا اولین سفر دریایی از آمریکا به اروپا را رقم زد.  حدود 50 سال بعد‌‌‌، چرخ های پارو بخار با بخار با ایجاد خاور بزرگ به اوج خود رسید‌‌‌، که به بزرگی یکی از کشتی های باری امروزی بود‌‌‌، 700 فوت طول‌‌‌، 22000 تن وزن.  بخارپوش های پارویی برای سی سال آینده پیشرو صنعت کشتی بخار‌‌‌‌می شوند تا اینکه نوع بعدی پیشرانه به وجود آید. 
در سال 1896‌‌‌، هنری ال ویلیامز اولین سکوهای نفتی را ساخت.
مجموعه دروس این رشته همراه با به‌کارگیری علوم مهندسی مکانیک و فناوری مربوط به آن در مورد طراحی، محاسبه، ساخت و اجرا و سیستم‌های رانش کشتی، ماشین‌آلات فرعی کشتی و سازه بدنه کشتی، کارآیی لازم را برای طراحی و راهبری و نگهداری سیستم‌های فوق به دانشجویان ارائه می‌دهد و آنان را آماده طراحی و ساخت در صنایع دریایی، صنایع کشتی‌سازی، سازه‌های درون‌آبی و ساحلی، شناورها و سکوهای دریایی می‌کند.
این رشته از هر دو جنسیت مذکر و مونث دانشجو‌‌‌‌می پذیرد و دوره کارشناسی آن پیوسته می‌باشد و گرایش‌های کارشناسی ارشد و مقطع دکترای آن نیز اکنون در ایران موجود می‌باشد.

## تخصص های مهندسی دریایی
- معمار نیروی دریایی

معماران نیروی دریایی به طراحی کلی کشتی و پیشرانه آن از طریق آب توجه دارند.
- مهندسی مکانیک

مهندسان مکانیک نیروگاه اصلی پیشرانه‌‌‌، جنبه های تأمین نیرو و مکانیزاسیون عملکردهای کشتی مانند فرمان‌‌‌، لنگر انداختن ،جابجایی بار‌‌‌، گرمایش‌‌‌، تهویه‌‌‌، تهویه مطبوع ارتباطات داخلی و خارجی و سایر نیازهای مربوطه را طراحی‌‌‌‌می کنند.  سیستم های تولیدبرق و توزیع برق به طور معمول توسط تامین کنندگان آنها طراحی‌‌‌‌می شوند.  فقط نصب مسئولیت طراحی مهندس دریایی است.
- مهندسی اقیانوس شناسی

مهندسی اقیانوس شناسی مربوط به فناوری مکانیکی‌‌‌، الکتریکی و الکترونیکی و محاسباتی است که برای پشتیبانی از اقیانوسشناسی به کار گرفته‌‌‌‌می شود‌‌‌، و همچنین تحت چتر مهندسی دریا قرار‌‌‌‌می گیرد‌‌‌، به ویژه در انگلیس‌‌‌، جایی که تحت پوشش همانسازمان حرفه ای‌‌‌، IMarEST قرار دارد.
- مهندسی دریایی

مهندسی عمران برای یک محیط دریایی‌‌‌، طراحی و ساخت سازه های دریایی ثابت و شناور‌‌‌، مانند سکوهای نفتی و مزارع بادی دریایی، به طور کلی مهندسی فراساحل نامیده‌‌‌‌می شود.
رشته های مهندسی دریا چند سالی است که دارای تغییرات ساختاری در زیر شاخه های خود شده است و اکنون در دوره کارشناسی پیوسته در شاخه‌های زیر، موجود می‌باشد
1. مهندسی دریا (مهندسی کشتی‌سازی سابق) که مهندس طراح و ناظر بر ساخت انواع شناورهای دریایی را پرورش می‌دهد.
2. مهندسی ماشین‌آلات دریایی (این گرایش پیش‌تر به نام مهندسی موتورهای دریایی شناخته می‌شد که بعد از کارآموزی و گذراندن دوره های دریایی مورد نیاز به عنوان افسر 4 موتورخانه در کشتی کار کرده و به سِمت چیف اینجینیر ختم می‌شود)
3. مهندسی دریا-دریانوردی (گرایش عرشه سابق که بعد از کارورزی و گذراندن دوره‌های دریایی موردنیاز به عنوان افسر 3 عرشه کار خود را شروع کرده و به درجه ملوان ختم می‌شود)

تحصیل در رشته مهندسی دریا در دوره کارشناسی در حال حاضر تنها از طریق کنکور ریاضی و فیزیک و نیز بدون کنکور (دانشگاه آزاد)
امکان پذیر است و دانشگاه های زیر این رشته را ارائه می‌دهند:
1.دانشگاه صنعتی شریف 
2.دانشگاه صنعتی امیرکبیر
3.دانشگاه آزاد اسلامی واحد علوم و تحقیقات تهران
4.دانشگاه علوم و فنون دریایی خرمشهر
5.دانشگاه خلیج فارس بوشهر
6.دانشگاه دریانوردی و علوم دریایی چابهار 
7.دانشگاه صنعتی مالک اشتر اصفهان
8.دانشگاه آزاد اسلامی واحد دلوار
9.دانشگاه نوشیروانی بابل
مباحثی که در این رشته تدریس و بررسی میشود شامل موارد زیر است
مکانیک سیالات 
ترمودینامیک 
مواد مرکب
ارتعاشات
مقاومت مصالح
انتقال حرارت
تحلیل سازه
هیدرواستاتیک کشتی
هیدرودینامیک کشتی
ساختمان کشتی 
مبانی هیدروآکوستیک
ساخت کشتی
طراحی کشتی
ماشین های محرکه دریایی
انرژی های تجدیدپذیر دریایی
شناور های تندرو
طراحی متحرک های زیرسطحی
سکوهای دریایی
لازم به ذکر است که این رشته یک رشته حساس و مهم و به قولی "مادر" محسوب می‌شود زیرا امروزه حجم وسیعی از حمل و نقل بارها و مسافر از راه های دریایی انجام می‌شود و نیاز اصلی هر کشوری که راه های آبی دارد این است که توان تعمیر،ساخت و یا نگهداری شناورها را داشته باشد.
البته دریاها فقط به دلیل ارتباطشان با یکدیگر و ایجاد مسیرهای ترابری بسیار زیاد، دارای اهمیت نیستند. بلکه ماهی‌گیری و منابع طبیعی و معدنی زیر آب‌های دریا و تاثیر بسیار زیاد آب‌ها در شرایط آب و هوایی و ... نیز باعث اهمیت هرچه بیشتر این حوزه می‌گردد.
این موضوع در کشور ما ایران، از اهمیت خاص‌تری برخوردار است زیرا آب های وسیعی مانند دریای عمان، دریای خزر و خلیج فارس، موقعیت مهمی برای ما در منطقه هستند و وظیفه حفظ و حراست از آن‌ها جز با شناورها و وظیفه استفاده از منابع زیر سطح آب جز با سازه‌های دریایی امکان پذیر نیست.

## گرایش‌های مهندسی دریا

### دورهٔ کارشناسی (با توجه به 15 واحد اختیاری برنامه درسی)
- سازه و ساخت
- هیدرودینامیک
- سامانه رانش و تجهیزات

### دورهٔ کارشناسی ارشد
- سازه کشتی
- هیدرومکانیک کشتی
- ساخت و تولید در صنایع دریایی

### دورهٔ دکترای تخصصی
- سازه کشتی
- هیدرومکانیک کشتی